# Домбовар
Домбовар (мађ. Dombóvár) град је у Мађарској. Домбовар је други по величини град у оквиру жупаније Толна, после седишта жупаније Сексарда.
Град има 20.186 становника према подацима из 2008. године.

## Географија
Град Домбовар се налази у јужном делу Мађарске. Од престонице Будимпеште град је удаљен око 150 километара јужно. Град се налази у средињшем делу Панонске низије, у северној подгорини острвске планине Мечек.

## Становништво
По процени из 2017. у граду је живело 18311 становника.
| 1990.  | 2001.  | 2011.  | 2017.  |
| ------ | ------ | ------ | ------ |
| 21.183 | 20.852 | 19.010 | 18.311 |

## Партнерски градови
- Кернен им Ремстал